# Piedra Blanca (Canchaque)
Piedra Blanca es una localidad peruana ubicada en el distrito de Canchaque, perteneciente a la provincia de Huancabamba del departamento de Piura, al norte del Perú. 

## Ubicación
Piedra Blanca se ubica al noroeste de la provincia de Huancabamba, en el distrito de Canchaque, en el departamento de Piura.

## Demografía
En 2017 Piedra Blanca tenía una población de 12 habitantes.
| Gráfica de evolución demográfica de Piedra Blanca entre 1993 y 2017 |
|                                                                     |
| Fuentes: Población 1993 y 2017                                      |